# مارتن هوكينز
مارتن هوكينز (بالإنجليزية: Martin Hawkins)‏ هو منافس ألعاب قوى أمريكي، ولد في 20 فبراير 1888 في السويد، وتوفي في 27 أكتوبر 1959 في بورتلاند في الولايات المتحدة.

## وصلات خارجية
- مارتن هوكينز على موقع أوليمبيديا (الإنجليزية)